# Valhalla88
Valhalla88, Valhalla 88 oder Nazismo Sul88/Valhalla, war eine brasilianische Website mit neonazistischen Inhalten.
Die Website wurde 1997 von Marcelo Valle Silveira Mello („Psycl0n“, „Batoré“, „Nacionalista88“ und „Tio Astolfo“) erstellt. Sie galt als die größte Neonazi-Website Brasiliens und als eine der größten der Welt auf dem Gebiet des Geschichtsrevisionismus der Nazi-Ideologie und wurde 2007 von der brasilianischen Bundespolizei (Polícia Federal brasileira) geschlossen. Zwischen 2004 und 2005 wurde sie von den brasilianischen Behörden mit Unterstützung von Interpol untersucht. Im Jahr 2006 zog sie auf eine eigene Domain mit dem Namen Valhalla88 um und wurde im darauffolgenden Jahr geschlossen. Marcelo Valle Silveira Mello („Psycl0n“) wurde wegen mehrerer Straftaten, darunter Rassismus und terroristischer Drohungen, verurteilt und verbüßt eine 41-jährige Gefängnisstrafe.